# (15760) 1992 QB1
(15760) 1992 QB1 là thiên thể bên ngoài Sao Hải Vương đầu tiên được phát hiện sau Sao Diêm Vương và Charon. Nó được khám phá vào năm 1992 bởi David C. Jewitt và Jane X. Luu ở Đài quan sát Mauna Kea, Hawaii. Nó là một thiên thể không cộng hưởng trong vành đai Kuiper, hay còn gọi là thiên thể cubewano.
Theo sự định danh tạm thời, "QB1" là thiên thể thứ 27 được tìm thấy trong nửa cuối tháng 8 của năm đó. Hơn 1.500 thiên thể khác xa hơn cũng được tìm thấy bên ngoài Sao Hải Vương, toàn bộ số này đều là thiên thể cubewano.
Những người khám phá đề xuất cái tên "Smiley" cho (15760) 1992 QB1, nhưng tên này đã được đùng để đặt cho thiên thạch 1613 Smiley, được đặt theo tên nhà thiên văn Charles Hugh Smiley người Mỹ.
Nó được gán cho số định danh 15760 và hiện vẫn chưa có tên gọi chính thức; nó thường được gọi đơn giản là "QB1", dù về mặt kỹ thuật thì cái tên này không thể hiện được năm phát hiện như tên định danh đầy đủ của nó là "(15760) 1992 QB1".